# موزه آثار باستانی اوکراینی چرنیهیو
موزه آثار باستانی چرنیهیو (به اوکراینی: Чернігівський музей українських старожитностей) - موزه ای در چرنیهیف که در سال‌های ۱۹۰۲–۱۹۲۵ وجود داشت. این موزه درست در کنار ورزشگاه چرنیهویو در خیابان شوچنکو ۶۳، چرنیهیف، ۱۴۰۲۷ اوکراین واقع شده است.

## تاریخچه
برای نیازهای موزه در سال‌های ۱۹۰۰–۱۹۰۱ ساختمانی در حومه چرنیهف بازسازی و تجهیز شد، جایی که کلاس صنایع دستی یتیم‌خانه در آن قرار داشت. این ساختمان به خانه وی. وی ترانوفسکی معروف است.

## وسایل حمل و نقل
- مسیرهای زیادی به استادیوم از میدان کراسنا وجود دارد که درست در کنار استادیوم متوقف می‌شوند.
- اتوبوس‌هایی از ایستگاه اصلی قطار Chernihiv-Ovruch یا تاکسی در خارج از ایستگاه وجود دارد.

## نگارخانه

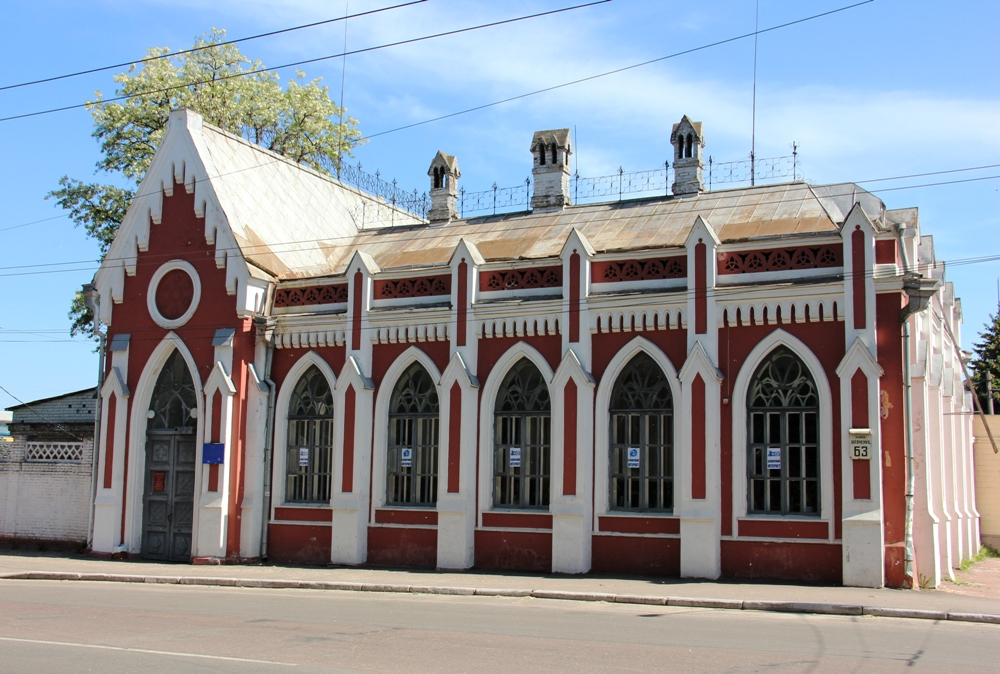
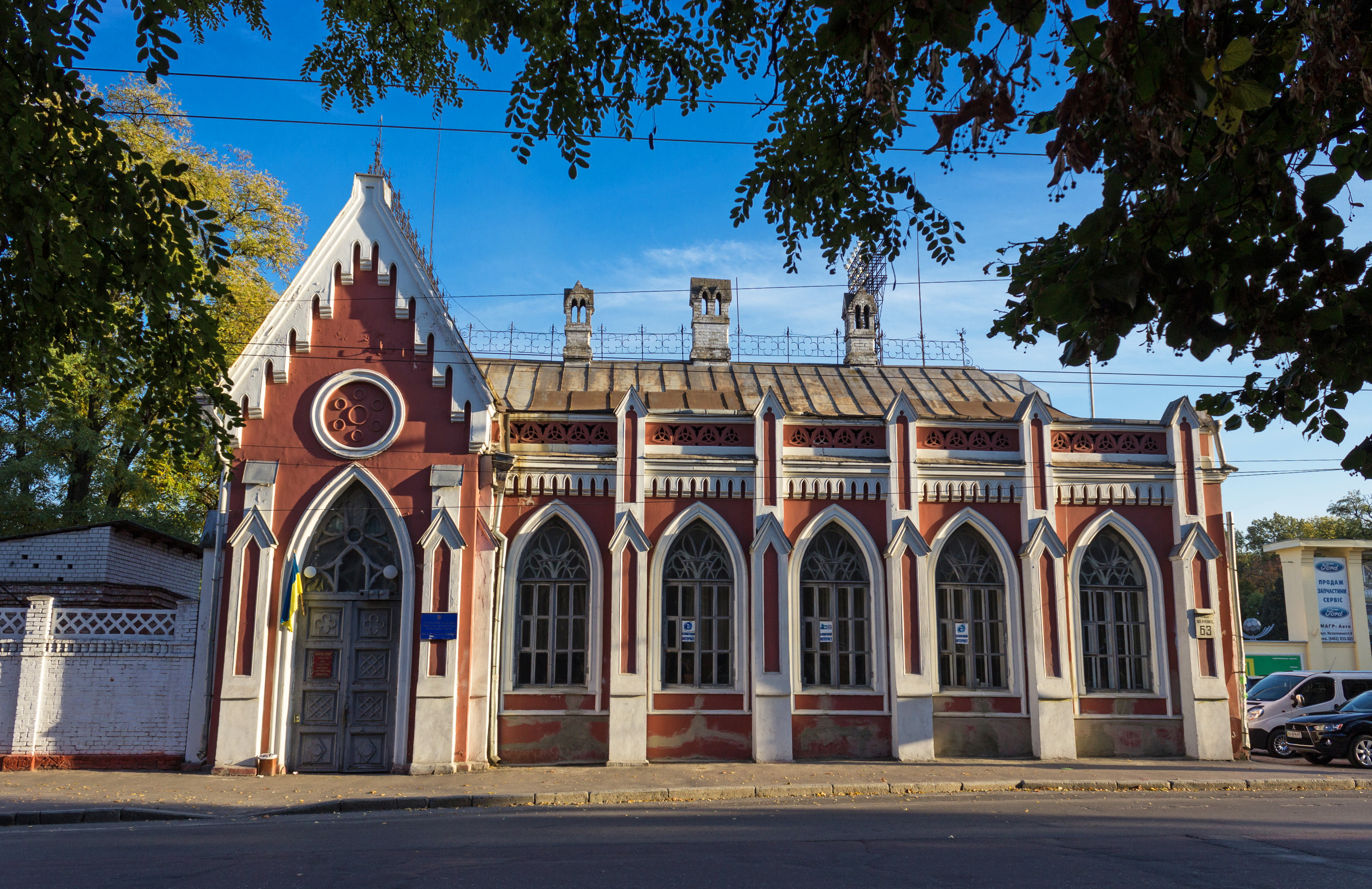